# Нью-Карлайл (Огайо)
Нью-Карлайл (англ. New Carlisle) — місто (англ. city) в США, в окрузі Кларк штату Огайо. Населення — 5559 осіб (2020).

## Географія
Нью-Карлайл розташований за координатами 39°56′43″ пн. ш. 84°1′40″ зх. д. / 39.94528° пн. ш. 84.02778° зх. д. (39.945244, -84.027790).  За даними Бюро перепису населення США в 2010 році місто мало площу 7,13 км², з яких 7,09 км² — суходіл та 0,04 км² — водойми.

## Демографія
Згідно з переписом 2010 року, у місті мешкало 5785 осіб у 2214 домогосподарствах у складі 1489 родин. Густота населення становила 811 особа/км².  Було 2389 помешкань (335/км²).
Расовий склад населення:
| - 90,1 % — білих - 0,5 % — чорних або афроамериканців - 0,4 % — азіатів - 0,1 % — корінних американців - 7,6 % — осіб інших рас |

До двох чи більше рас належало 1,3 %. Частка іспаномовних становила 11,3 % від усіх жителів.
За віковим діапазоном населення розподілялося таким чином: 26,0 % — особи молодші 18 років, 59,3 % — особи у віці 18—64 років, 14,7 % — особи у віці 65 років та старші. Медіана віку мешканця становила 36,2 року. На 100 осіб жіночої статі у місті припадало 91,2 чоловіків;  на 100 жінок у віці від 18 років та старших — 87,3 чоловіків також старших 18 років.
Середній дохід на одне домашнє господарство  становив 44 458 доларів США (медіана — 38 920), а середній дохід на одну сім'ю — 50 996 доларів (медіана — 42 598). Медіана доходів становила 31 412 долари для чоловіків та 30 760 доларів для жінок. За межею бідності перебувало 15,4 % осіб, у тому числі 20,6 % дітей у віці до 18 років та 10,1 % осіб у віці 65 років та старших.
Цивільне працевлаштоване населення становило 2379 осіб. Основні галузі зайнятості: виробництво — 18,6 %, освіта, охорона здоров'я та соціальна допомога — 17,7 %, будівництво — 12,2 %, мистецтво, розваги та відпочинок — 10,0 %.